# رقصة المهرجين

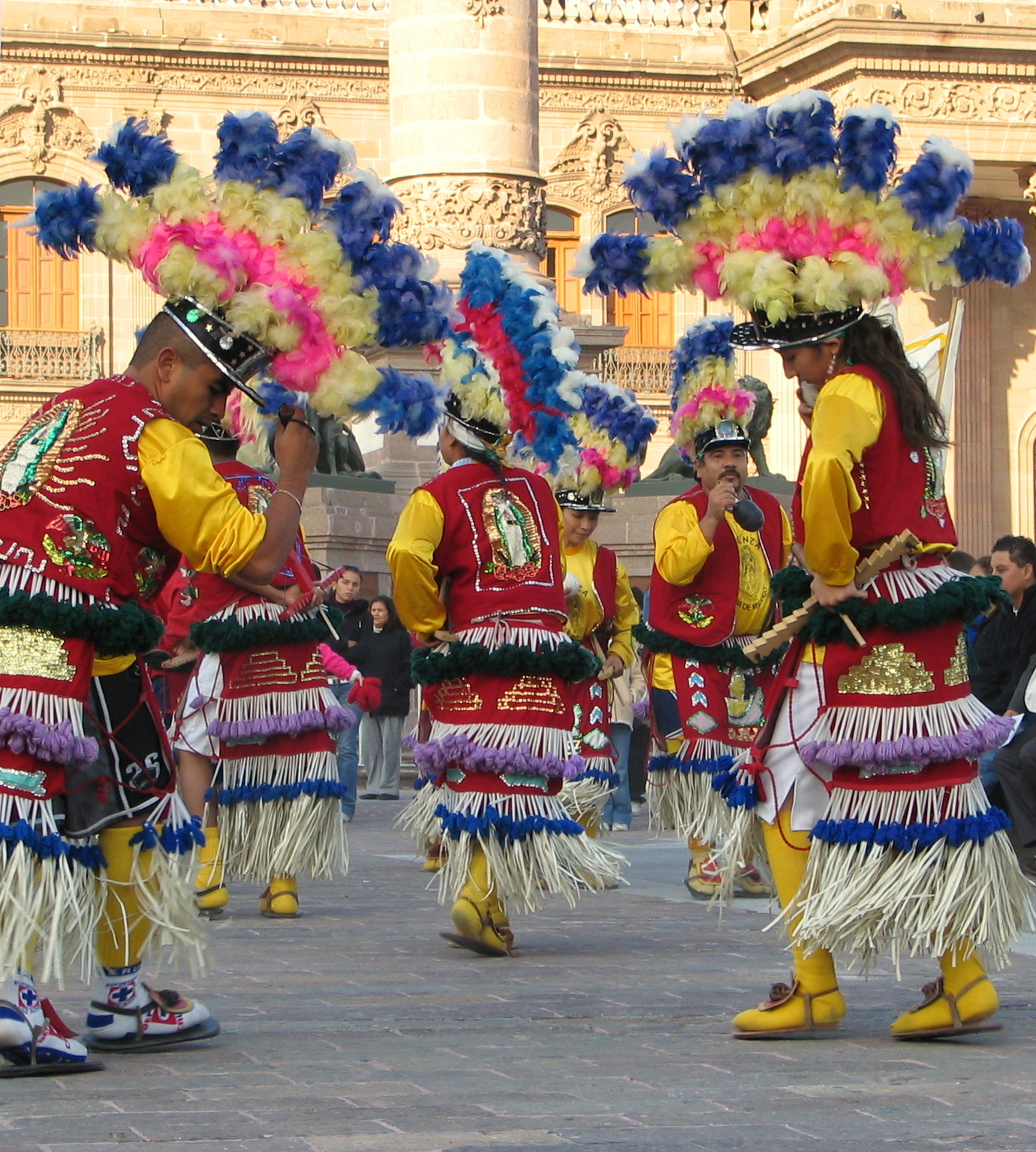

رقصة المهرجين (بالإسبانية: Matachín)‏ هي مصطلح درامي يشير إلى الرقص كان يُختم به العرض في المهازل الشعبية القصيرة في العصر الذهبي. اعتاد كل من الممثل والراقصة الظهور بتكرار في الحفلات الكرنفالية. ظهر راقص هذه المهازل الشعبية el matachín متنكرًا في ملابسه الساخرة منذ القرن السادس عشر بإيطاليا، ومن هنا يتضح مفهوم لفظ matachín من الإيطالية mattaccino وهي صيغة التصغير والتحقير من كلمة matto أي مجنون أو مهرج. وكان يظهر المهرجين متنكرين وأحيانًا كانوا يرتدون الأقنعة وكانوا يرقصون على أنغام مرحة ومبهجة، بينما يقومون بتعويج قسمات وجوههم ويضربون بعضهم البعض.